# Roberto Bisacco
Roberto Bisacco (Torino, 1º marzo 1939 – Roma, 10 ottobre 2022) è stato un attore italiano.

## Biografia

### Carriera
Fu attore teatrale, radiofonico e cinematografico. Dopo una breve esperienza sulle scene si iscrisse alla facoltà di economia e lavorò per un anno come contabile. Ben presto capì di non poter accantonare le sue ispirazioni e così nel 1960 si iscrisse all'Accademia d'Arte Drammatica Silvio D'Amico di Roma, dove ottenne il diploma in recitazione. Debuttò a teatro nel 1963 in Arturo Ui, per la regia di Gianfranco de Bosio e Amleto con Giorgio Albertazzi e Anna Proclemer, regia di Hauser. Lavorò con personaggi del calibro di Aldo Trionfo, Roberto Guicciardini, Gigi Proietti, Riccardo Reim, Walter Pagliaro, Luca De Fusco.
Diventò di colpo famoso a venticinque anni quando venne scelto da Sandro Bolchi per la parte di Marius in I miserabili. Da lì il suo destino sembrava essere quella di «amoroso» televisivo. Invece cominciò ad interpretare le parti di giovane freddo e un po' ambiguo, adatte al suo tipo fisico, biondo e longilineo come in I fuochi di San Giovanni, Processo a Maria Tarnowska, Occidente, dal romanzo di Ferdinando Camon, per la regia di Dante Guardamagna. Nel 1977 apparve nei panni di monsignor Bedini nello sceneggiato Il passatore, diretto da Piero Nelli.
La sua migliore interpretazione a tutt'oggi rimane probabilmente quella di L'assassinio di Federico García Lorca nel ruolo del drammaturgo spagnolo trucidato dai franchisti.
Dal 1996 al 1998 fu nel cast fisso della soap opera Un posto al sole, nel ruolo di Tancredi Palladini. Riprese tale ruolo come guest star in alcune puntate nel 1999, 2000, 2001 e 2003.  
Nel 2003 interpretò il ruolo di Romano Forti nel serial televisivo Incantesimo, trasmesso in prima visione sulle reti Rai. Successivamente si occupò soprattutto di teatro.

### Morte
È morto a Roma il 10 ottobre 2022 a 83 anni.

## Filmografia

### Cinema
- Gli arcangeli, regia di Enzo Battaglia (1963)
- Modesty Blaise - La bellissima che uccide (Modesty Blaise), regia di Joseph Losey (1966)
- Fai in fretta ad uccidermi... ho freddo!, regia di Citto Maselli (1967)
- Col cuore in gola, regia di Tinto Brass (1967)
- Romeo e Giulietta, regia di Franco Zeffirelli (1968)
- I dannati della terra, regia di Valentino Orsini (1969)
- Vergogna schifosi, regia di Mauro Severino (1969)
- Fräulein Doktor, regia di Alberto Lattuada (1969)
- Camille 2000, regia di Radley Metzger (1969)
- Un detective, regia di Romolo Guerrieri (1969)
- Delitto al circolo del tennis, regia di Franco Rossetti (1969)
- La Califfa, regia di Alberto Bevilacqua (1970)
- I corpi presentano tracce di violenza carnale, regia di Sergio Martino (1973)
- Bisturi - La mafia bianca, regia di Luigi Zampa (1973)
- Stavisky il grande truffatore (Stavisky), regia di Alain Resnais (1974)
- Il vizietto II (La Cage aux folles II), regia di Édouard Molinaro (1980)
- Assisi Underground, regia di Alexander Ramati (1985)
- Grandi cacciatori, regia di Augusto Caminito (1988)
- Arrivederci Roma, regia di Clive Donner - cortometraggio (1990)
- Miliardi, regia di Carlo Vanzina (1991)
- Infelici e contenti, regia di Neri Parenti (1992)
- Lo strano caso del signor Kappa, regia di Fabrizio Lori (2001)

### Televisione
- I Miserabili, regia di Sandro Bolchi – sceneggiato TV (1964)
- I grandi camaleonti regia di Edmo Fenoglio - sceneggiato TV (1964)
- Ritratto di signora, regia di Sandro Sequi – sceneggiato TV (1975)
- La gabbia, regia di Carlo Tuzii – miniserie TV (1977)
- Occidente, regia di Dante Guardamagna – film TV (1978)
- Aeroporto internazionale – serie TV, episodio 2x03 (1987)
- Il grande fuoco, regia di Fabrizio Costa – miniserie TV (1995)
- Un posto al sole – serial TV (1996-1999, 2000, 2001, 2003)
- Incantesimo – serial TV, 10 episodi (2003)